# Taozhou, Fujian
Taozhou (kinesiska: 桃舟) är en socken i sydöstra Kina. Den ligger i Anxi härad i staden Quanzhou i provinsen Fujian, omkring 170 kilometer sydväst om provinshuvudstaden Fuzhou. Antalet invånare är 10 544. Befolkningen består av 4 964 kvinnor och 5 580 män. Barn under 15 år utgör 18,0 %, vuxna 15-64 år 75 %, och äldre över 65 år 6,0 %.